# بانکداری در ایران

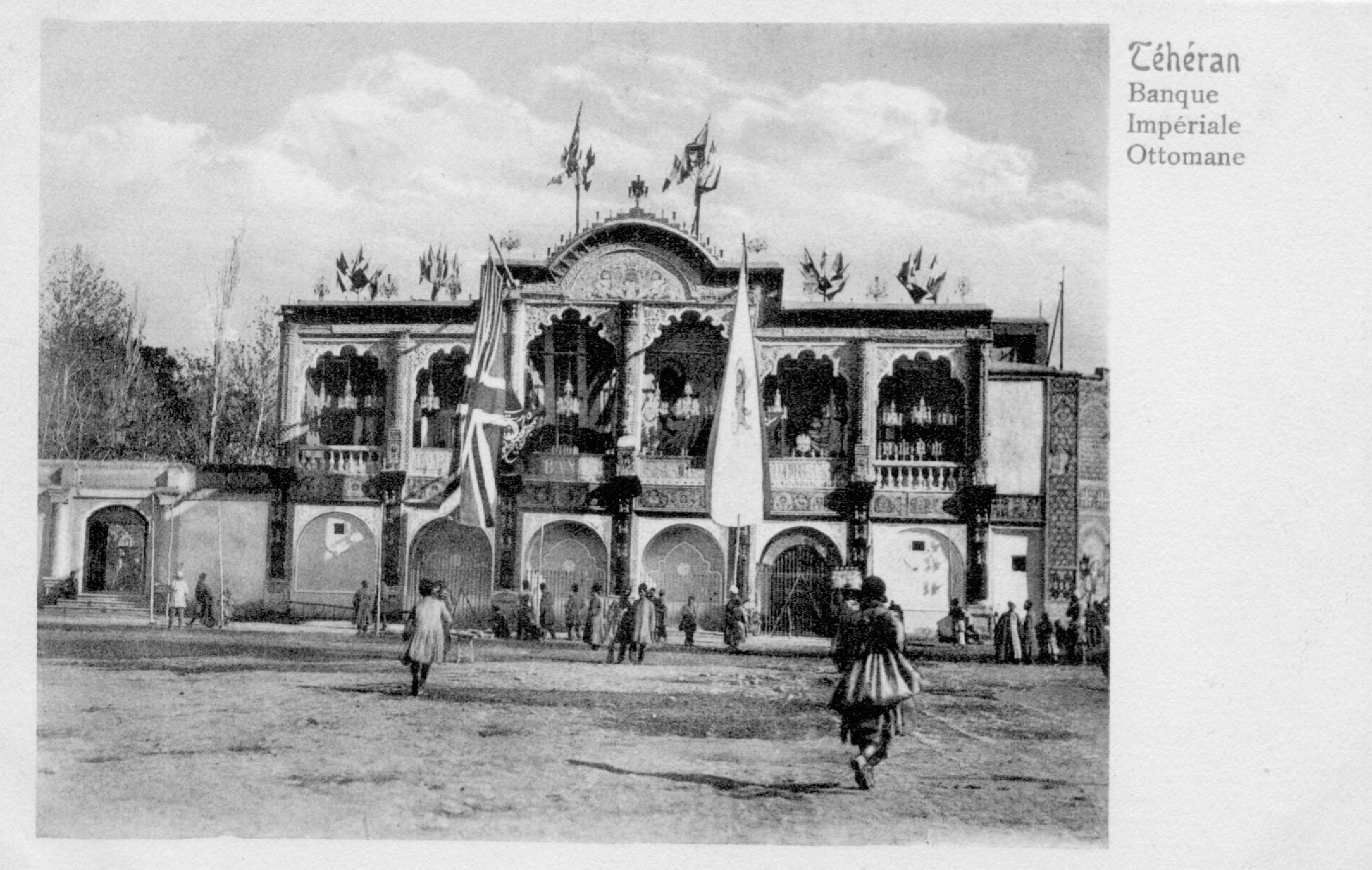
شعبهٔ بانک عثمانی در تهران

بانکداری در ایران بیش از یکصد و بیست سال قدمت ندارد. قبل از تأسیس نخستین بانک‌ها، تجارتخانه‌ها و صرافی‌های معتبر، عملیاتی مانند ارائهٔ وام، نقل و انتقال پول و خرد کردن بروات را انجام می‌دادند. از تجارتخانه‌های ایران که برات آن را در اغلب شهرها خرد می‌نمودند، می‌توان به تجارتخانهٔ شیرازی، تجارتخانه تومانیانس، تجارتخانهٔ برادران جهانیان و تجارتخانهٔ جمشیدیان و همچنین کمپانی فارس اشاره نمود.
نخستین بانکی که در ایران اقدام به تأسیس شعبه کرد، بانک شرق جدید (New Oriental یا New East) بود، این بانک در سال ۱۲۶۷ در ایران اقدام به دایر کردن شعبه نمود. در همین سال، واگذاری امتیازنامه رویتر توسط ناصرالدین‌شاه که یکی از موارد آن تأسیس بانک شاهی بود انجام گرفت، این بانک تأسیس و اقدام به نشر اسکناس‌های ۲ تا ۵۰۰ تومانی نمود. وجه اسکناس‌های این بانک فقط در تهران و تبریز قابل تاییدیه بود و این بانک با لغو امتیاز صاحب آن در سال ۱۳۰۹، در سال ۱۳۳۱ تعطیل و نهایتاً در بانک تجارت ادغام شد.
همچنین در سال ۱۲۶۹ بانک استقراضی روس به صاحب امتیازی ژاک پولیاکف تأسیس گردید و در سال ۱۲۹۹ به دولت ایران واگذار شد. در سال ۱۳۰۴ اولین بانک ایرانی به نام بانک پهلوی یا اتوبانک با سرمایهٔ ۴۰۰ هزار تومان تأسیس و بعدها به بانک سپه تغییر نام داد. در سال ۱۳۰۵ بانک شوروی با سرمایه‌ای حدود ۲۰۰ میلیون ریال تأسیس شد. همزمان شعبه‌ای از بانک انگلیسی عثمانی نیز در ایران شعبه دایر نمود.
بانک سپه ایران به‌عنوان نخستین بانک ایرانی با بهره‌گیری از تجربیات مشاورین اقتصادی در ۱۴ اردیبهشت سال ۱۳۰۴ تأسیس شد و پس از آن بانک ملی ایران در سال ۱۳۰۷ به دستور رضا شاه تشکیل شد و کار چاپ و نشر اسکناس را برعهده گرفت. بانک کشاورزی در سال ۱۳۱۱ با سرمایه ۶۷۹ میلیون ریال تأسیس شد که تا کنون به کار مشغول است. همچنین بانک کارگشایی در همین سال تأسیس شد. وظیفهٔ این بانک به رهن گرفتن اثاثیه و جواهرات بود که هم‌اکنون نیز تحت عنوان صندوق کارگشایی زیر نظر بانک ملی ایران به کار مشغول است. بانک رهنی ایران در سال ۱۳۱۷ با سرمایهٔ ۲۰۰ میلیون ریال با مشارکت وزارت دارایی و بانک ملی تأسیس شد که پس از انقلاب اسلامی ایران، اساس بانک مسکن را با انضمام چند بانک و شرکت دیگر تشکیل داد.

## پس از انقلاب ۵۷
پس از انقلاب اسلامی ایران در سال ۱۳۵۷، سیستم بانکی ایران تغییر شکل یافت تا بر اساس قوانین اسلامی بدون ربا اداره شود. در سال ۲۰۱۰ هفت بانک تجاری بزرگ در ایران فعالیت دارد. در مارس ۲۰۱۴، دارایی‌های بانکی ایران بیش از یک‌سوم از دارایی‌های کل برآورد شدهٔ بانک‌های اسلامی در جهان را تشکیل می‌داد. به گزارش رویترز، با استفاده از داده‌های بانک مرکزی، این دارایی‌ها در مجموع برابر ۱۷٬۳۴۴ تریلیون ریال یا ۵۲۳ میلیارد دلار آمریکا با نرخ ارز بازار آزاد است.
از سال ۲۰۰۱، دولت ایران به سمت آزادسازی بخش بانکی حرکت کرده است، اگرچه پیشرفت کندی داشته است. در سال ۱۹۹۴ بانک مرکزی مجوز ایجاد مؤسسات اعتباری خصوصی را صادر کرد و در سال ۱۹۹۸ بانک‌های خارجی (بسیاری از آن‌ها دفاتر نمایندگی خود را در تهران تأسیس کرده بودند) مجاز به ارائهٔ خدمات کامل بانکی در مناطق آزاد تجاری ایران بودند. بانک مرکزی تلاش کرد تا با استفاده از سرمایه‌های خصوصی و خصوصی‌سازی بخشی از بانک‌های تجاری موجود، این امر را دنبال کند و به دنبال آزادسازی بخش و تشویق توسعهٔ صنعت رقابتی‌تر و کارآمدتر باشد. از نظر بسیاری، بانک‌های دولتی به عنوان واسطه‌های مالی عملکرد ضعیفی دارند. مقررات گسترده‌ای از جمله کنترل نرخ بازده و اعتبار یارانه‌ای برای مناطق خاص در حال اجرا است. بخش بانکی در ایران به عنوان یک مانع بالقوه در برابر حذف یارانه‌ها تلقی می‌شود، زیرا انتظار نمی‌رود این طرح تأثیر مستقیمی بر بانک‌ها بگذارد.
در سال ۲۰۰۸، تقاضا برای خدمات بانکی سرمایه‌گذاری محدود بود. اقتصاد همچنان تحت سلطهٔ دولت است. ادغام و اکتساب به ندرت اتفاق می‌افتد و معمولاً فقط بین بانک‌های داخلی انجام می‌شود که نیازی به مشاورهٔ استاندارد بین‌المللی ندارد. بازارهای سرمایه در مراحل اولیهٔ توسعه قرار دارند. «خصوصی‌سازی» از طریق بورس اوراق بهادار شامل فروش شرکت‌های دولتی به سایر بازیگران دولتی شده است. همچنین شرکت‌های خصوصی قابل توجه کمی وجود دارند که بتوانند از مزایای بورس برای جذب سرمایه بهره‌مند شوند. در سال ۲۰۰۹، بازار قابل توجهی از اوراق قرضهٔ شرکتی وجود نداشت. بانکداری الکترونیکی در ایران به سرعت در حال توسعه است. سرمایهٔ اولیهٔ ۷۰ میلیون دلاری مورد نیاز برای افتتاح هر بانک الکترونیکی که به تصویب شورای پول و اعتبار رسیده است، با ۲۰۰ میلیون دلار لازم برای تأسیس یک بانک خصوصی در کشور مقایسه می‌شود.

## پیشینه
در سال ۱۴۰۱ بانک مرکزی دسترسی خدمات برای اتباع خارجی حقیقی را به شدت محدود کرد.

### شرکت‌ها / شبکه‌ها
- شتاب
- شاپرک
- ساتنا

### دیجیتال
بانک مرکزی و بانک ملی ایران توکن نشان ریال را ۱۳۹۹ عرضه کردند و بانک مرکزی رمز ارز ملی به اسم ریال کوین یا رمز ریال را می‌سازد.
در عمده بانک‌ها می‌شود حساب ارزی و سپرده تازه را غیرحضوری الکترونیک با احراز هویت مجازی باز کرد.
یک تعداد بانک‌ها اپلیکیشن دستیار مالی بانک «الکترونیک» و دیجیتال برای خود ساخته‌اند.

#### دامنه
بانک‌ها فقط از داخل شبکهٔ ملی در دسترس است.

## مالکیت بانک‌های ایران
مالکیت بانک‌ها در ایران به سه نوع دولتی، نیمه‌دولتی و خصوصی تقسیم‌بندی می‌شوند. برخی مؤسسات مالی و اعتباری و صندوق‌های قرض‌الحسنه نیز در ایران فعالیت‌هایی شبیه بانکداری انجام می‌دهند. برخی از بانک‌های خارجی نیز در ایران دارای شعبه می‌باشند.

## محل سرمایه‌گذاری بانک‌ها
سرمایه‌های بانک‌ها در ایران بیشتر در بخش خدمات و بازرگانی سرمایه‌گذاری می‌شود. دلیل آن سود بیشتر سرمایه‌گذاری در این بخش‌ها نسبت به تولید می‌باشد. طبق برخی آمارها، بنظر می‌رسد پولی را که مردم به شکل سپرده در این بانک‌ها سرمایه‌گذاری می‌کنند، در پروژه‌های تجاری بزرگ و لوکس سرمایه‌گذاری می‌شود. بانک‌ها به شکل کلی و بانک‌های خصوصی به شکل ویژه تمایل چندانی به سرمایه‌گذاری در تولید و پروژه‌هایی که بازگشت سرمایهٔ مطمئنی ندارند، از خود نشان نمی‌دهند.

## قرض‌الحسنه
قرض‌الحسنه یکی از نهادهای مالی اسلامی است. در نظام مالی اسلامی از این ابزار برای تأمین مالی افرادی استفاده می‌شود که نه آن قدر ناتوانند که مستحق پرداخت‌های جبرانی شوند و نه آنقدر توانایی مالی دارند که بتوانند در جهت ارتقای سطح زندگی خود فعالیت نمایند. بخش مهمی از منابع قرض‌الحسنه بانک‌ها به مصرف وام رفع احتیاج کارکنان خود آن بانک‌ها می‌رسد؛ و اکثر بانک‌ها از دادن پاسخ به مرکز پژوهش‌های مجلس شورای اسلامی در این زمینه امتناع نموده‌اند. در تنها بانکی که حاضر شد این اطلاعات را بدهد حدود نیمی از کل وام‌های قرض‌الحسنه اعطایی به کارمندان آن بانک تخصیص داده شده بود.

## سپرده‌گذاری
با توجه به نرخ تورم موجود در ایران، سود سپردهٔ سیستم بانکی نمی‌تواند ارزش پول سپرده‌گذاران را حفظ نماید؛ بنابراین نه تنها سودی را عاید سپرده‌گذاران نمی‌کند، حتی سپر تورمی مناسبی نیز برای سپرده‌گذاران فراهم نمی‌سازد.

## میزان فساد در بانک‌ها
برخی معتقدند، فساد موجود در نظام بانکی ایران یکی از راه‌های اصلی تبدیل شدن سرمایه‌داران ایرانی به مفسدان اقتصادی است. و این فساد از انحراف سراسری موجود در نظام بانکی ایران نشأت می‌گیرد و عدم نظارت دستگاه‌های ذی‌ربط در حسن اجرای قوانین نیز یکی از دلایل فساد در این سیستم می‌باشد؛ و تنقیح نشدن قوانین پولی و بانکی و خصوصاً عدم هماهنگی بین قانون بانکداری بدون ربا و قوانین پولی و بانکی نیز می‌تواند از دلایل اصلی فساد در سیستم بانکی کشور ایران باشد.

## خلق پول
در ایران تحت هر شرایطی خلق پول به نفع نظام بانکی انجام می‌شود.

## ربا
چون در فقه اسلامی دریافت ربا و پول اضافی از وام‌گیرنده حرام است، اعطای تسهیلات بانکی در ایران در قالب عقود اسلامی صورت می‌گیرد؛ ولی نظام بانکداری در ایران بیش از آنکه به فکر حذف ربا و انجام بانک‌داری بر اساس اصول اسلامی باشد، به فکر اجرای عملیات مبتنی بر قانون و حفظ ظاهر معاملات در قالب معاملات اسلامی است، فارغ از ماهیت و نیت که مهم‌ترین اصل در همهٔ اعمال از دیدگاه اسلام است. آنچه نصیب سیستم بانکداری ایران شده، بوروکراسی بیشتر برای حفظ ظواهر شرعی است. درحالی‌که هم‌اکنون در اغلب سیستم‌های بانکی پیشرفته دنیا، مراودات سپرده‌گذاران با بانک‌ها بر مبنای ربا نیست.
کشور ایران جزو معدود کشورهای مدعی نظام بانکداری کاملاً اسلامی است و نظام‌های بانکداری متعارف جهان، در بازار آن جایگاهی ندارند. اما این موضوع نتوانسته بانکداری ایران را در سطح جهانی مطرح سازد. اغلب دیده می‌شود که پیشگامان بانکداری اسلامی، بانک‌های غیر ایرانی و حتی بانک‌های غیر اسلامی هستند.